# Tarnița, Hunedoara
Tarnița este un sat în comuna Buceș din județul Hunedoara, Transilvania, România.